# Gonneville-en-Auge
Gonneville-en-Auge és un municipi francès, situat al departament de Calvados, dins la regió de Normandia. L'any 1999 tenia 350 habitants.

## Situació
Gonneville-en-Auge es troba al nord del departament de Calvados. És situat dins el Pays d'Auge.

## Administració
Gonneville-en-Auge fou nomenada Gonneville-sur-Merville fins a l'any 1965.

L'alcalde de la ciutat és Viviane Follezou (2007-2008).

## Demografia
| Evolució de la població |      |      |      |      |      |      |      |      |
| 1793                    | 1800 | 1806 | 1821 | 1831 | 1836 | 1841 | 1846 | 1851 |
| 540                     | 441  | 513  | 546  | 507  | lac. | 438  | 440  | 398  |

| 1856 | 1861 | 1866 | 1872 | 1876 | 1881 | 1886 | 1891 | 1896 |
| ---- | ---- | ---- | ---- | ---- | ---- | ---- | ---- | ---- |
| 407  | 406  | 395  | 356  | 343  | 325  | 299  | 303  | 251  |

| 1901 | 1906 | 1911 | 1921 | 1926 | 1931 | 1936 | 1946 | 1954 |
| ---- | ---- | ---- | ---- | ---- | ---- | ---- | ---- | ---- |
| 238  | 253  | 207  | 217  | 217  | 237  | 259  | 155  | 192  |

| 1962 | 1968 | 1975 | 1982 | 1990 | 1999 | 2006 | 2011 | 2016 |
| ---- | ---- | ---- | ---- | ---- | ---- | ---- | ---- | ---- |
| 265  | 239  | 229  | 254  | 310  | 350  | -    | -    | -    |

| 2019 | - | - | - | - | - | - | - | - |
| ---- | - | - | - | - | - | - | - | - |
| -    | - | - | - | - | - | - | - | - |